# Liste des cols du massif des Vosges
Cette liste non exhaustive recense les différents cols du massif des Vosges. L'altitude moyenne de ces cols est d'environ 700 m.

## Cols routiers

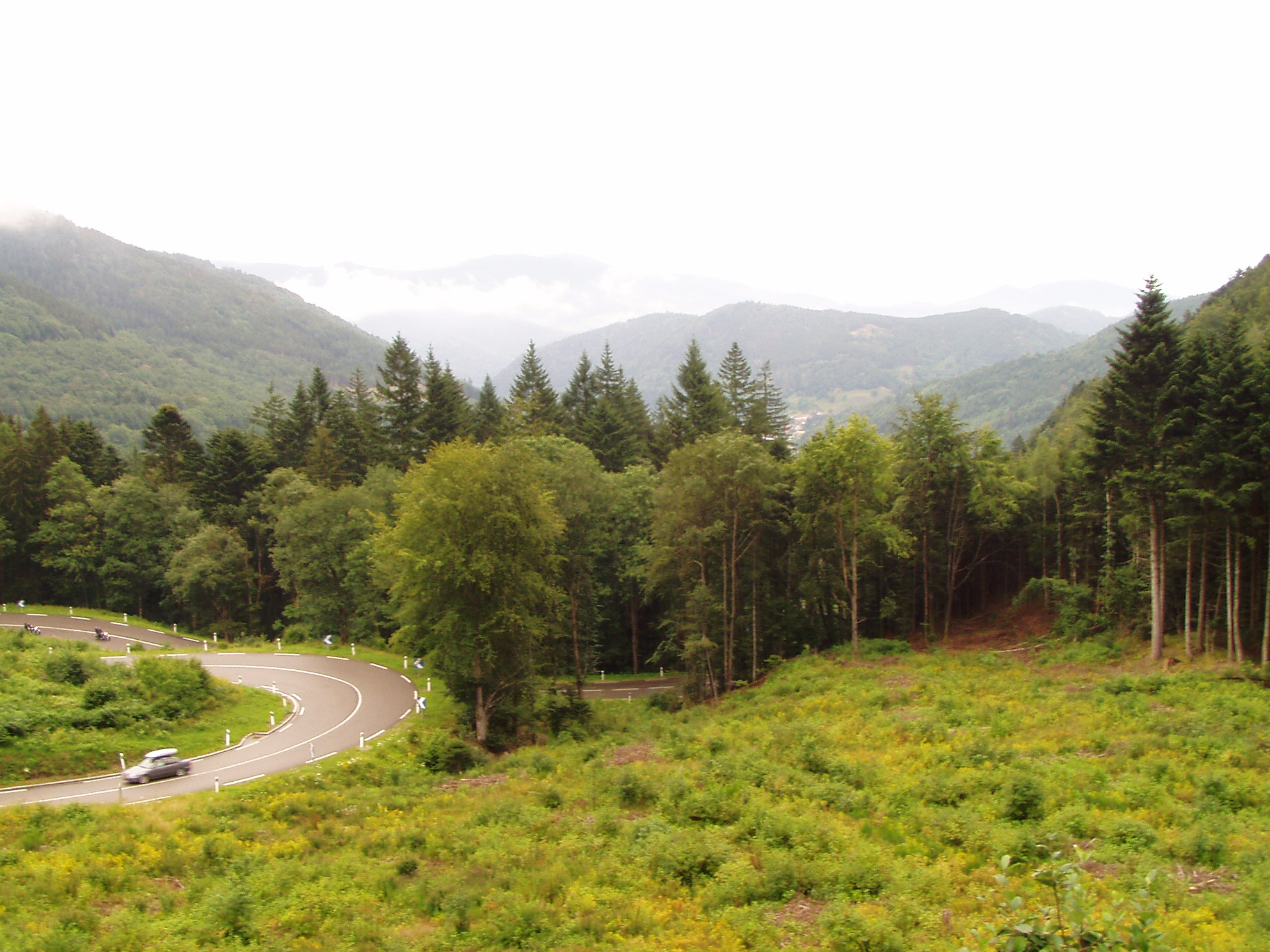
Col de Bussang.

Les cols routiers du massif des Vosges énumérés ci-dessous sont organisés du nord au sud. Le col le plus septentrional est le col du Klingenfels, dans les Vosges du Nord, dans le Bas-Rhin à la frontière allemande. Le col de la Chevestraye est le plus méridional et est situé en Bourgogne-Franche-Comté, dans le département de la Haute-Saône.
Le col de plus faible altitude est le col du Langthal dans le Bas-Rhin avec 289 m ; le plus élevé des cols routiers est le col du Hahnenbrunnen dans le Haut-Rhin qui s'élève à 1 186 m.
| Nom                          | Département                  | De - vers                                                  | Altitude en m | Route N /D         | Vallées ou sommets                                                                           | Coordonnées                 |
| ---------------------------- | ---------------------------- | ---------------------------------------------------------- | ------------- | ------------------ | -------------------------------------------------------------------------------------------- | --------------------------- |
| Col du Klingenfels           | Bas-Rhin                     | Niedersteinbach - Wengelsbach                              | 385           | D190               | Vallée du Steinbach – vallée du Wengelsbach                                                  | 49° 02′ 46″ N, 7° 42′ 21″ E |
| Col de Goetzenberg           | Bas-Rhin                     | Niedersteinbach - Wengelsbach                              | 405           | D190               | Vallée du Steinbach – vallée du Wengelsbach                                                  | 49° 02′ 39″ N, 7° 42′ 29″ E |
| Col du Langthal              | Bas-Rhin                     | Dambach - Obersteinbach                                    | 289           | D53                | Vallée du Schwarzbach – vallée du Steinbach                                                  | 49° 01′ 32″ N, 7° 40′ 01″ E |
| Col du Pigeonnier            | Bas-Rhin                     | Climbach - Wissembourg                                     | 432           | D3                 | Vallée de la Sauer – vallée de la Lauter                                                     | 49° 01′ 27″ N, 7° 53′ 19″ E |
| Col du Pfaffenschlick        | Bas-Rhin                     | Drachenbronn-Birlenbach - Climbach                         | 371           | D51-65             | Vallée du Seltzbach – vallée de la Sauer                                                     | 48° 59′ 30″ N, 7° 53′ 09″ E |
| Col de Puberg                | Bas-Rhin                     | Sarre-Union - Ingwiller                                    | 325           | D919               | Vallée de l’Eichel – vallée de la Moder                                                      | 48° 54′ 44″ N, 7° 18′ 57″ E |
| Col de la Tête du Christ     | Bas-Rhin                     | La Petite-Pierre - Neuwiller-lès-Saverne                   | 311           | D134               | Vallée du Imsthal – Piémont                                                                  | 48° 51′ 01″ N, 7° 20′ 35″ E |
| Col de Saverne               | Bas-Rhin                     | Danne-et-Quatre-Vents - Saverne                            | 413           | D1004              | Plateau de Phalsbourg – vallée de la Zorn                                                    | 48° 45′ 16″ N, 7° 19′ 59″ E |
| Col du Valsberg              | Moselle Bas-Rhin             | Dabo - Wangenbourg-Engenthal                               | 653           | D45                | Vallée du Baerenbach - vallée de la Mossig                                                   | 48° 39′ 13″ N, 7° 17′ 32″ E |
| Col de Saint-Léon            | Moselle                      | Eigenthal - Walscheid                                      | 412           | D96                | Vallée du Hilbesthal – vallée de la Bièvre                                                   | 48° 38′ 20″ N, 7° 08′ 50″ E |
| Col du Sandplatz             | Moselle Bas-Rhin             | Windsbourg - Hengst                                        | 794           | D224 et forestière | Vallée de La Mossig – Le Hengst                                                              | 48° 36′ 11″ N, 7° 17′ 04″ E |
| Col des Pandours             | Bas-Rhin                     | Wangenbourg - Nideck                                       | 662           | D218               | Vallée Ameisenthal – vallée de la Hasel                                                      | 48° 35′ 04″ N, 7° 18′ 27″ E |
| Col de la Côte de l’Engin    | Moselle - Bas-Rhin           | Vallée de la Sarre rouge - Col du Donon                    | 789           | D44-D145           | Vallée de la Sarre rouge - Vallée de la Sarre blanche Sarre (rivière) – vallée du Netzenbach | 48° 31′ 41″ N, 7° 10′ 05″ E |
| Col des Charbonniers         | Meurthe-et-Moselle           | Bréménil - Val-et-Châtillon                                | 455           | D181               | Vallée de la Vezouze – vallée de la Vezouze                                                  | 48° 31′ 10″ N, 6° 56′ 11″ E |
| Col du Donon                 | Bas-Rhin                     | Raon-sur-Plaine - Schirmeck - Abreschviller - Saint-Quirin | 728           | D392-D993          | Vallée de la Plaine – vallée de la Bruche – Sarre                                            | 48° 30′ 22″ N, 7° 08′ 36″ E |
| Col de la Vierge Clarisse    | Meurthe-et-Moselle           | Badonviller - Pierre-Percée                                | 484           | D182               | Vallée de la Blette – vallée de la Plaine                                                    | 48° 29′ 08″ N, 6° 56′ 22″ E |
| Col de la Chapelotte         | Meurthe-et-Moselle           | Badonviller - Allarmont / Celles-sur-Plaine                | 446           | D992               | Vallée de la Blette – vallée de la Plaine                                                    | 48° 29′ 01″ N, 6° 57′ 21″ E |
| Col de la Cheitagoutte       | Bas-Rhin                     | Natzwiller - Champ du Messin                               | 840           | D130               | Vallée du Rothaine – massif du Pfriemenkopf                                                  | 48° 26′ 49″ N, 7° 16′ 51″ E |
| Col du Rouge Vêtu            | Meurthe-et-Moselle Vosges    | Neufmaisons - Raon-l'Étape                                 | 408           | D8-D9              | Vallée du de la Verdurette – vallée de la Meurthe                                            | 48° 25′ 59″ N, 6° 51′ 27″ E |
| Col de la Rothlach           | Bas-Rhin                     | Champ du Feu - Klingenthal                                 | 953           | D130-214           | Vallée du Breitenbach – vallée de la Magel / de l’Ehn                                        | 48° 25′ 47″ N, 7° 18′ 49″ E |
| Col du Kienberg              | Bas-Rhin                     | Le Hohwald - Saint-Nabor Klingenthal                       | 712           | D426               | Vallée de la Kirneck – vallée de l’Ehn                                                       | 48° 25′ 35″ N, 7° 22′ 53″ E |
| Col du Hantz                 | Bas-Rhin                     | Senones - Saint-Blaise-la-Roche                            | 637           | D424               | Vallée du Rabodeau – vallée de la Bruche                                                     | 48° 24′ 10″ N, 7° 05′ 21″ E |
| Col du Kreuzweg              | Bas-Rhin                     | Breitenbach - Le Hohwald                                   | 768           | D425               | Vallée du Breitenbach – vallée de l’Andlau                                                   | 48° 23′ 47″ N, 7° 16′ 53″ E |
| Col du Champ du Feu          | Bas-Rhin                     | Col du Kreuzweg - Col de la Charbonnière                   | 1075          | D214-57            | Vallée de l’Andlau – vallée du Haut-Bois                                                     | 48° 23′ 01″ N, 7° 15′ 27″ E |
| Col de la Charbonnière       | Bas-Rhin                     | Belmont - Breitenbach                                      | 961           | D57                | Vallée de la Chirgoutte – vallée du Breitenbach                                              | 48° 23′ 00″ N, 7° 15′ 27″ E |
| Col de l’Ungersberg          | Bas-Rhin                     | Albé - Reichsfeld                                          | 675           | D539 – forestière  | Val de Viller – Vallée du Schernetz                                                          | 48° 22′ 20″ N, 7° 21′ 00″ E |
| Col de la Chevestraye        | Haute-Saône                  | Fresse - Plancher-Bas                                      | 611           | D97 - D97          | Vallée du Raddon – vallée du Rahin                                                           | 47° 45′ 22″ N, 6° 42′ 58″ E |
| Col de la Chipotte           | Vosges                       | Rambervillers - Raon-l'Étape Étival-Clairefontaine         | 458           | D159 - D424        | Vallée de la Mortagne – vallée de la Meurthe                                                 | 48° 22′ 15″ N, 6° 46′ 54″ E |
| Col de Steige                | Bas-Rhin                     | Saales - Steige                                            | 537           | D50-424            | Vallée de la Bruche – val de Villé                                                           | 48° 21′ 49″ N, 7° 12′ 05″ E |
| Col de la Salcée             | Bas-Rhin                     | Bourg-Bruche - Climont                                     | 596           | D50-214            | Vallée de la Bruche – Climont                                                                | 48° 21′ 35″ N, 7° 10′ 39″ E |
| Col de Saales                | Bas-Rhin                     | Provenchères-sur-Fave - Saales                             | 554           | D420-D1420         | Vallée de la Fave – vallée de la Bruche                                                      | 48° 20′ 35″ N, 7° 06′ 28″ E |
| Col du Las                   | Vosges                       | Nayemont-les-Fosses - La Grande-Fosse                      | 701           | D32                | Vallée du Hure – vallée de la Fave                                                           | 48° 20′ 14″ N, 7° 03′ 09″ E |
| Col du Haut du Bois          | Vosges                       | Rambervillers - Nompatelize                                | 492           | D32                | Vallée de la Mortagne – vallée de la Meurthe                                                 | 48° 19′ 47″ N, 6° 46′ 53″ E |
| Col d'Urbeis                 | Bas-Rhin Vosges              | Lubine - Urbeis                                            | 602           | D23 – D39          | Vallée de la Fave – vallée du Giessen                                                        | 48° 19′ 34″ N, 7° 10′ 39″ E |
| Col d'Hermanpaire            | Vosges                       | Nayemont-les-Fosses - La Petite-Fosse                      | 627           | D45                | Vallée du Hure – vallée de la Fave                                                           | 48° 19′ 31″ N, 7° 02′ 18″ E |
| Col des Raids                | Vosges                       | Saint-Jean-d'Ormont –Robache (Saint-Dié-des-Vosges)        | 525           | D 49               | Vallée du Hure – vallée du Robache                                                           | 48° 19′ 17″ N, 6° 58′ 51″ E |
| Col de Fouchy                | Bas-Rhin Haut-Rhin           | Fouchy - Rombach-le-Franc                                  | 607           | D155-D48.1         | Vallée du Giessen - Vallée de la Nangigoutte                                                 | 48° 18′ 14″ N, 7° 15′ 37″ E |
| Col du Stangenplatz          | Bas-Rhin                     | La Vancelle - Breitenau                                    | 756           | D439               | Vallée du Rombach – val de Villé                                                             | 48° 18′ 00″ N, 7° 18′ 31″ E |
| Col de Mon Repos             | Vosges                       | Bois-de-Champ - La Bourgonce                               | 514           | D7                 | Vallée de la Mortagne – vallée de la Meurthe                                                 | 48° 17′ 18″ N, 6° 46′ 59″ E |
| Col du Haut Jacques          | Vosges                       | Bruyères - Saint-Dié                                       | 606           | N420               | Vallée de la Mortagne – vallée de la Meurthe                                                 | 48° 16′ 27″ N, 6° 51′ 46″ E |
| Col d'Anozel                 | Vosges                       | Taintrux - Saulcy-sur-Meurthe                              | 449           | D58                | Vallée du Taintroué – vallée de la Meurthe                                                   | 48° 14′ 42″ N, 6° 55′ 35″ E |
| Col du Schaentzel            | Bas-Rhin                     | Thannenkirch – Haut-Koenigsbourg Sélestat                  | 584           | D42                | Vallée du Bergenbach – vallée de l’Ill                                                       | 48° 14′ 38″ N, 7° 19′ 35″ E |
| Col de Sainte-Marie          | Vosges Haut-Rhin             | Wisembach - Sainte-Marie-aux-Mines                         | 772           | N59                | Vallée du Blanc Rû – vallée de la Lièpvrette                                                 | 48° 14′ 35″ N, 7° 07′ 59″ E |
| Col de Mandray               | Vosges                       | Mandray - Fraize                                           | 694           | D23                | Vallée du Mandresey – vallée de la Meurthe                                                   | 48° 12′ 06″ N, 7° 00′ 42″ E |
| Col du Pré de Raves          | Vosges                       | Col du Bonhomme - Col des Bagenelles                       | 1020          | D148               | Vallée de la Meurthe – vallée de la Lièpvrette                                               | 48° 11′ 55″ N, 7° 06′ 21″ E |
| Col des Bagenelles           | Haut-Rhin                    | Col du Bonhomme - Sainte-Marie-aux-Mines                   | 903           | D148               | Vallée du Muesbach – vallée du Baa                                                           | 48° 11′ 34″ N, 7° 06′ 50″ E |
| Col de Fréland               | Haut-Rhin                    | Aubure - Les Verts Bois                                    | 838           | D11.3              | Vallée du Muesbach – vallée du Baa                                                           | 48° 11′ 32″ N, 7° 12′ 55″ E |
| Col du Bonhomme              | Haut-Rhin                    | Saint-Dié - Colmar                                         | 948           | N415               | Vallée de la Meurthe – vallée de la Weiss                                                    | 48° 09′ 54″ N, 7° 04′ 46″ E |
| Col des Arrentès             | Vosges                       | Granges-sur-Vologne - Corcieux                             | 684           | D31                | Vallée de la Vologne – vallée du Neuné                                                       | 48° 08′ 52″ N, 6° 51′ 51″ E |
| Col du Louschbach            | Haut-Rhin                    | Col du Bonhomme - Col du Calvaire                          | 978           | D148               | Crêtes – Crêtes                                                                              | 48° 08′ 19″ N, 7° 03′ 37″ E |
| Col du Calvaire              | Haut-Rhin                    | Col du Louschbach - Orbey                                  | 1134          | D148-48            | Crêtes – vallée de la Weiss                                                                  | 48° 08′ 15″ N, 7° 05′ 08″ E |
| Col de Réchaucourt           | Vosges                       | Le Tholy - Granges-sur-Vologne                             | 730           | D30                | Vallée de la Cleurie – vallée de la Vologne                                                  | 48° 07′ 01″ N, 6° 46′ 32″ E |
| Col de Pertuis               | Vosges                       | Liézey - Granges-sur-Vologne                               | 783           | D50                | Vallée de la Cleurie – vallée de la Vologne                                                  | 48° 05′ 57″ N, 6° 49′ 40″ E |
| Col de Martimpré             | Vosges                       | Gerbépal - Gérardmer                                       | 798           | D8                 | vallée du Neuné – vallée de la Vologne                                                       | 48° 05′ 56″ N, 6° 54′ 19″ E |
| Col du Surceneux             | Vosges                       | Xonrupt-Longemer - Le Grand Valtin                         | 810           | D23                | Vallée de la Vologne – vallée du Neuné                                                       | 48° 05′ 55″ N, 6° 57′ 39″ E |
| Col du Port des Planches     | Vosges                       | Le Grand Valtin - Col de Malakoff                          | 901           | D919               | Vallée du Noir Ruxel-Petite Meurthe – vallée de la Belbriette                                | 48° 05′ 33″ N, 6° 58′ 32″ E |
| Col du Wettstein             | Haut-Rhin                    | Soultzeren – Orbey                                         | 882           | D48                | Vallée du Michelbach – vallée du Weisbach                                                    | 48° 05′ 16″ N, 7° 06′ 58″ E |
| Col Haut de Ribeauvillé      | Haut-Rhin                    | Ribeauvillé - Sainte-Marie-aux-Mines                       | 742           | D416               | Vallée du Strengbach – vallée de la Lièpvrette                                               | 48° 04′ 37″ N, 7° 12′ 47″ E |
| Col de la Schlucht           | Haut-Rhin                    | Gérardmer - Munster                                        | 1135          | D417               | Vallée de la Vologne – vallée de la Fecht                                                    | 48° 03′ 50″ N, 7° 01′ 22″ E |
| Col de Raon-aux-Bois         | Vosges                       | Raon-aux-Bois - Saint-Nabord                               | 536           | D34                | Vallée de la Champée – vallée de la Moselle                                                  | 48° 03′ 25″ N, 6° 31′ 15″ E |
| Le Collet                    | Vosges                       | Xonrupt-Longemer - Col de la Schlucht                      | 1110          | D417-23-34d        | Vallée de la Vologne – col des Feignes-sous-Vologne                                          | 48° 03′ 20″ N, 6° 59′ 57″ E |
| Col des Feignes sous Vologne | Vosges                       | Lac de Retournemer - Feignes-sous-Vologne                  | 955           | D34c-34            | Vallée de la Vologne – vallée de la Moselotte                                                | 48° 03′ 01″ N, 6° 58′ 43″ E |
| Col du Haut de la Côte       | Vosges                       | Gérardmer - Les Bas-Rupts                                  | 798           | D486               | Vallée du Phény – vallée du Bouchot                                                          | 48° 02′ 43″ N, 6° 52′ 14″ E |
| Col de Sapois                | Vosges                       | Gérardmer - Menaurupt                                      | 836           | D23g               | Vallée du Phény – vallée du Menaurupt                                                        | 48° 02′ 36″ N, 6° 50′ 08″ E |
| Col de Grosse Pierre         | Vosges                       | Gérardmer - La Bresse                                      | 954           | D486               | Vallée du Bouchot – vallée du Chajoux                                                        | 48° 01′ 35″ N, 6° 53′ 04″ E |
| Col du Hundsplan             | Haut-Rhin                    | Osenbach - Gueberschwihr                                   | 602           | D40 – D1.5         | Vallée de l’Ohmbach – vallée de l’Ill                                                        | 48° 00′ 17″ N, 7° 13′ 09″ E |
| Col de Bramont               | Vosges                       | La Bresse - Wildenstein                                    | 956           | D13B               | Vallée du Chajoux – vallée de la Thur                                                        | 48° 00′ 02″ N, 6° 56′ 44″ E |
| Col du Firstplan             | Haut-Rhin                    | Osenbach - Soultzbach-les-Bains                            | 722           | D40                | Vallée de l’Ohmbach – vallée du Runsbach                                                     | 47° 59′ 57″ N, 7° 11′ 06″ E |
| Col de la Croix des Moinats  | Vosges                       | Basse-sur-le-Rupt - La Bresse                              | 890           | D34                | Vallée du Rupt – vallée du Chajoux                                                           | 47° 59′ 15″ N, 6° 49′ 00″ E |
| Col du Petit Ballon          | Haut-Rhin                    | Munster (Haut-Rhin) - Schnepfenriedwasen                   | 1165          |                    | Vallée de la Fecht – Vallée de la Fecht                                                      | 47° 59′ 06″ N, 7° 07′ 14″ E |
| Col du Platzerwasel          | Haut-Rhin                    | Le Markstein - Schnepfenriedwasen                          | 1182          | D27                | Crêtes – crêtes                                                                              | 47° 58′ 11″ N, 7° 02′ 33″ E |
| Col du Hahnenbrunnen         | Haut-Rhin                    | Col de la Schlucht - Le Markstein                          | 1186          | D430               | Col du Herrenberg – Markstein                                                                | 47° 57′ 14″ N, 7° 00′ 53″ E |
| Col du Bannstein             | Haut-Rhin                    | Soultzmatt - Lautenbach                                    | 482           | D40-40.1           | Vallée du Ohmbach – vallée de la Lauch                                                       | 47° 57′ 14″ N, 7° 11′ 33″ E |
| Col du Ménil                 | Vosges                       | Cornimont - Le Thillot                                     | 621           | D486               | Vallée de la Moselotte – vallée de la Moselle                                                | 47° 55′ 35″ N, 6° 49′ 02″ E |
| Col d'Oderen                 | Vosges Haut-Rhin             | Cornimont - Kruth                                          | 884           | D43-D13B1          | Vallée de la Moselotte – vallée de la Thur                                                   | 47° 55′ 22″ N, 6° 55′ 01″ E |
| Col du Page                  | Vosges                       | Le Ventron - Bussang                                       | 957           | D89                | Vallée du Ventron – vallée de la Moselle                                                     | 47° 54′ 56″ N, 6° 53′ 27″ E |
| Col du Mont de Fourche       | Haute-Saône Vosges           | Faucogney-et-la-Mer - Rupt-sur-Moselle                     | 620           | D35 - D6           | Vallée du Breuchin – vallée de la Moselle                                                    | 47° 54′ 14″ N, 6° 38′ 43″ E |
| Col de Bussang               | Vosges Haut-Rhin             | Épinal Bussang - Thann Mulhouse                            | 727           | N66                | Vallée de la Moselle – vallée de la Thur                                                     | 47° 53′ 22″ N, 6° 53′ 51″ E |
| Col Amic                     | Haut-Rhin                    | Col du Silberloch - Grand Ballon                           | 828           | D13-136            | Crêtes – crêtes                                                                              | 47° 52′ 31″ N, 7° 07′ 38″ E |
| Col des Croix                | Haute-Saône Vosges           | Le Thillot - Le Haut-du-Them-Château-Lambert               | 679           | D486               | Vallée de la Moselle – vallée de l’Ognon                                                     | 47° 51′ 34″ N, 6° 44′ 50″ E |
| Col du Rouge Gazon           | Haut-Rhin                    | Les Charbonniers - La Tête des Perches                     | 1086          | D90- Forestière    | Vallée des Charbonniers – crêtes                                                             | 47° 51′ 16″ N, 6° 55′ 03″ E |
| Col de Herrenfluh            | Haut-Rhin                    | Uffholtz - Col du Silberloch                               | 835           | D431               | Vallée de la Thur – crêtes                                                                   | 47° 50′ 42″ N, 7° 08′ 33″ E |
| Col des Charbonniers         | Vosges                       | Le Gresson-Haut - Tête des Charbonniers                    | 1117          | D90                | Crêtes – crêtes                                                                              | 47° 49′ 45″ N, 6° 53′ 50″ E |
| Col du Ballon d’Alsace       | Vosges Territoire de Belfort | Saint-Maurice-sur-Moselle - Giromagny                      | 1178          | D465               | Vallée Moselle – vallée de la Savoureuse                                                     | 47° 49′ 13″ N, 6° 50′ 06″ E |
| Col du Hundsruck             | Haut-Rhin                    | Bourbach-le-Haut - Willer-sur-Thur                         | 748           | D14B4              | Vallée du Bourbach – vallée de la Thur                                                       | 47° 48′ 23″ N, 7° 02′ 33″ E |
| Col des Chevrères            | Haute-Saône                  | Belfahy - Miellin                                          | 916           | D133-D98           | Vallée du Rahin – vallée de la Doue de l'eau                                                 | 47° 47′ 28″ N, 6° 44′ 31″ E |

## Cols sur routes vicinales et forestières

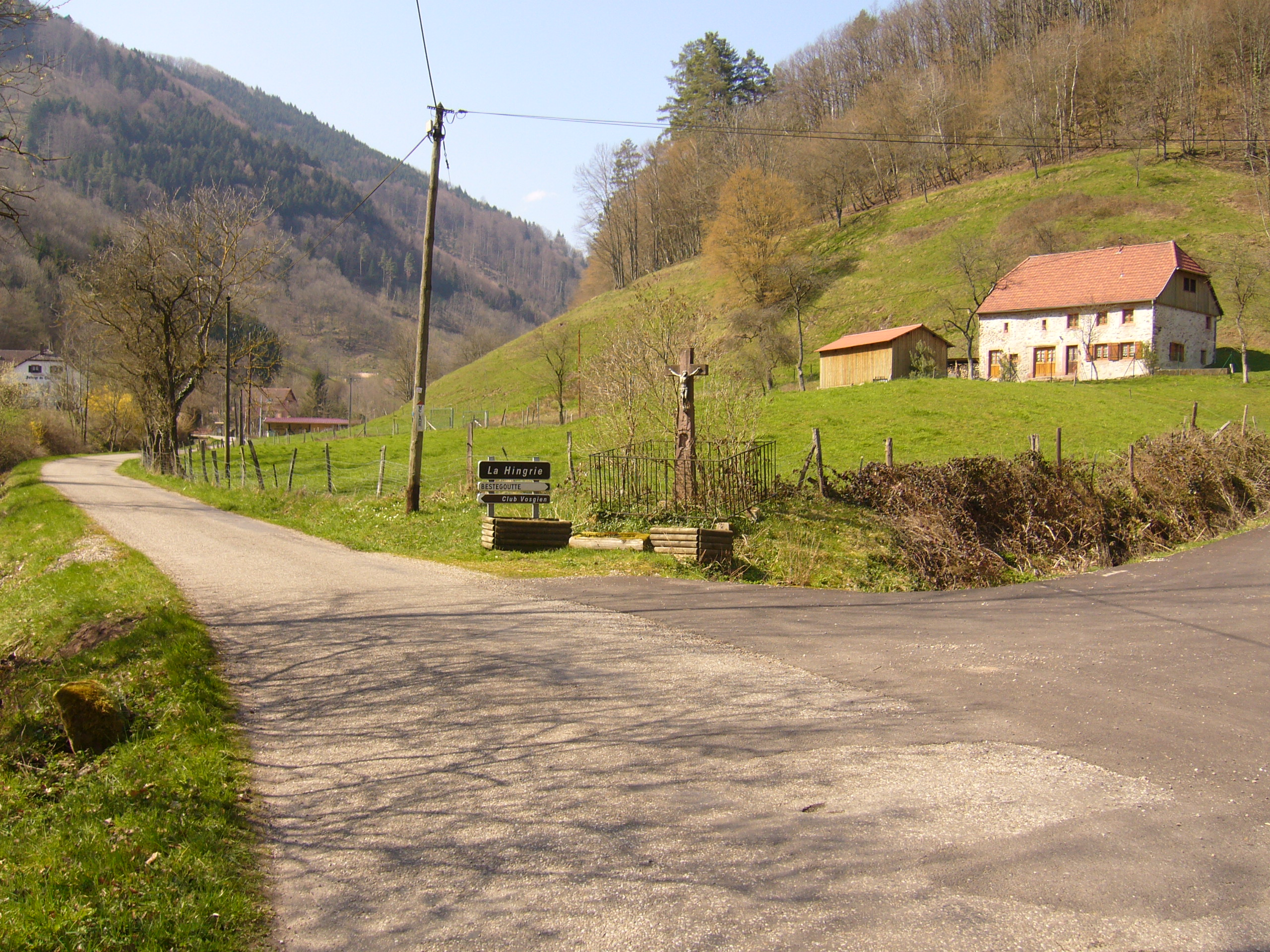
La Hingrie.

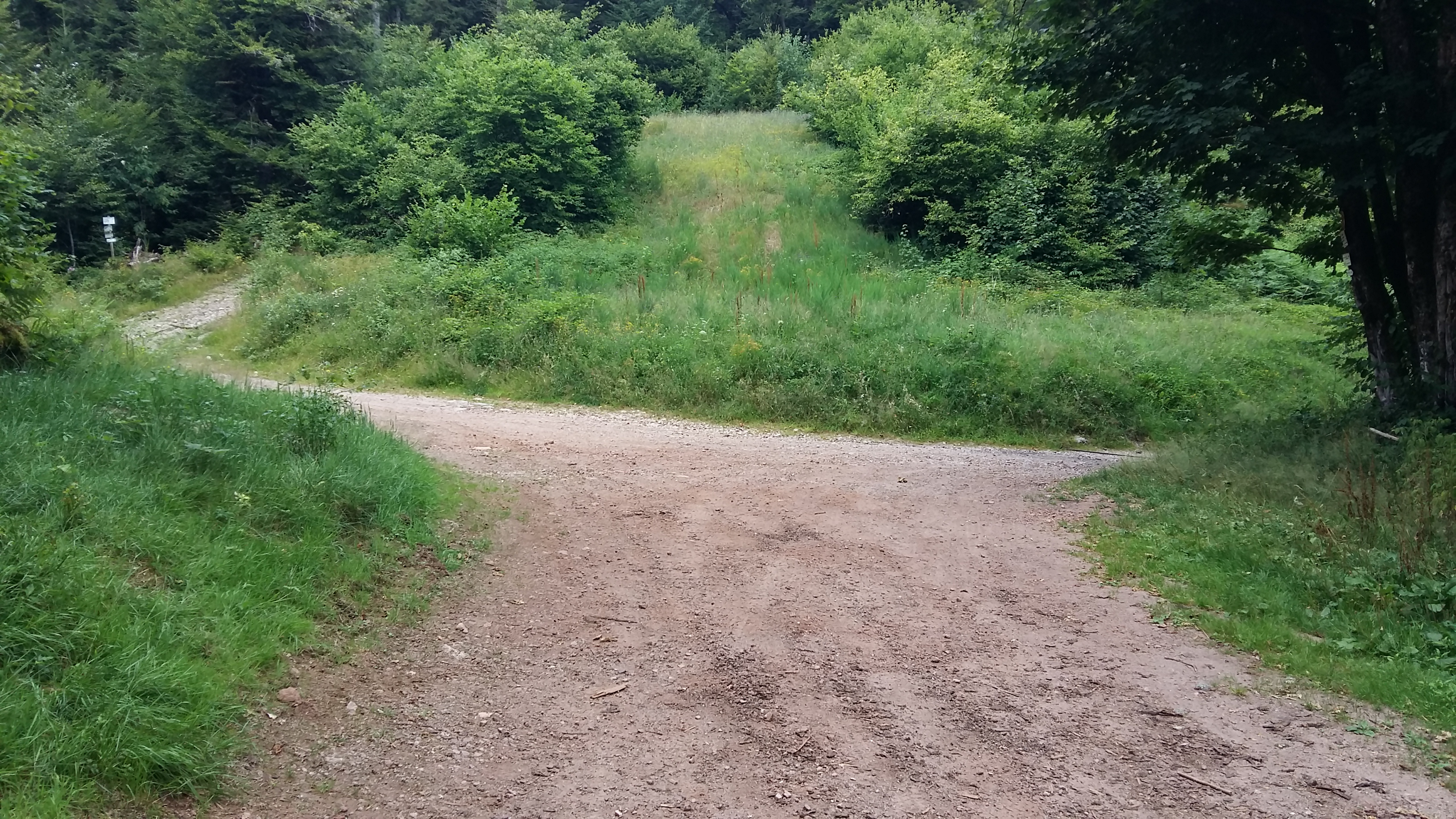
Col de Xiard côté envers de Thiéfosse, vallée de la Moselotte.

Le col le moins élevé des routes forestières s'appelle le col du Grand Dunkelthal situé au nord-est de la Moselle avec 291 mètres ; le plus élevé est le col de Lauchen dans le Haut-Rhin au sud du massif, qui s'élève à 1 195 mètres.
| Nom                          | Département                 | De - vers                                                 | Altitude en m | Vallées ou sommets                                                        | Coordonnées                 |
| ---------------------------- | --------------------------- | --------------------------------------------------------- | ------------- | ------------------------------------------------------------------------- | --------------------------- |
| Col de Prayé                 | Vosges - Bas-Rhin           | Moussey - Grandfontaine                                   | 785           | Vallée du Rabodeau – Vallée du Framont                                    | 48° 28′ 55″ N, 7° 06′ 53″ E |
| Col d’Entre-les-Deux-Donons  | Bas-Rhin                    | Col du Donon / Col de la Côte de l'Engin - Grandfontaine  | 822           | Vallée de la Plaine / Vallée de la Sarre – Vallon de la Goutte du Marteau | 48° 31′ 05″ N, 7° 10′ 04″ E |
| Col du Litschhof             | Bas-Rhin                    | Niedersteinbach - Vallon de Dentelbach                    | 334           | Vallée du Steinbach – vallée du Engenthalroeder (Allemagne)               | 49° 03′ 23″ N, 7° 47′ 24″ E |
| Col du Hichtenbach           | Bas-Rhin                    | Katzenthal - Col de Klingenfels                           | 380           | Vallée du Steinbach – Vallon de Wengelsbach                               | 49° 02′ 34″ N, 7° 43′ 20″ E |
| Col du Wittschoessel         | Bas-Rhin                    | Col du Wineck - Obersteinbach                             | 368           | Wineckerthal – vallée du Steinbach                                        | 49° 01′ 32″ N, 7° 40′ 22″ E |
| Col de Wineckerthal          | Bas-Rhin                    | Col de Wittschoessel - Vallée de la Soultzbach            | 334           | Vallée du Schwarzbach – vallée du Soultzbach                              | 49° 01′ 15″ N, 7° 40′ 57″ E |
| Col du Kuhlaegersattel       | Bas-Rhin                    | Disteldorf - Lembach                                      | 389           | Vallée du Markbach – vallée de la Sauer                                   | 49° 01′ 05″ N, 7° 45′ 05″ E |
| Col du Widerschall           | Moselle                     | Bitche - Mouterhouse                                      | 368           | Vallée de la Horn – vallée dite Langenthal                                | 49° 00′ 60″ N, 7° 26′ 56″ E |
| Col des deux Schlossberg     | Moselle                     | Dreibilderthal - Schlossthal                              | 365           | Vallée dite Dreibilderthal – vallée de la Schwalb                         | 49° 00′ 58″ N, 7° 22′ 39″ E |
| Col du Molloch               | Bas-Rhin Moselle            | Neunhoffen - Philippsbourg                                | 362           | Vallée du Schwarzbach – vallée du Falkensteinerbach                       | 48° 59′ 58″ N, 7° 35′ 50″ E |
| Col de l’Angelsberg          | Bas-Rhin                    | Dambach - Philippsbourg                                   | 398           | Vallée du Schwarzbach – vallée du Falkensteinerbach                       | 48° 59′ 29″ N, 7° 35′ 51″ E |
| Col du Petit Dunkelthal      | Moselle                     | Untere Saegemuehle - Ramstein                             | 299           | Vallée du Falkensteinerbach – vallée de la Zinsel du Nord                 | 48° 59′ 26″ N, 7° 31′ 28″ E |
| Col du Grand Dunkelthal      | Moselle                     | Hetzelhof - Ramstein                                      | 291           | Vallée du Falkensteinerbach – vallée de la Zinsel du Nord                 | 48° 59′ 21″ N, 7° 31′ 58″ E |
| Col du Riesthal              | Bas-Rhin                    | Garnfist - Le Petit Wintersberg                           | 501           | Vallée du Schwarzbach – vallée du Falkensteinerbach                       | 48° 59′ 10″ N, 7° 36′ 36″ E |
| Col du Pottaschkopf          | Bas-Rhin                    | Dambach - Niederbronn-les-Bains                           | 482           | Vallée du Schwarzbach – vallon du Durschbach                              | 48° 59′ 09″ N, 7° 37′ 18″ E |
| Col de la Liese              | Bas-Rhin                    | Le Petit Wintersberg - Le Grand Wintersberg               | 514           | Vallon dit Riesthal – vallon du Durschbach                                | 48° 58′ 54″ N, 7° 40′ 05″ E |
| Col du Grand Hirschthal      | Moselle                     | Leitzelthal - Muehlthal                                   | 380           | Vallée du Falkensteinerbach – vallée de la Zinsel du Nord                 | 48° 58′ 02″ N, 7° 33′ 41″ E |
| Col de la Melch              | Moselle Bas-Rhin            | Mouterhouse - Melch                                       | 356           | Vallée du Breidenbach – vallée de la Melch                                | 48° 57′ 51″ N, 7° 26′ 32″ E |
| Col du Kammbuehl             | Moselle Bas-Rhin            | Schmalenthal - Reipertswiller                             | 340           | Vallon de la Kundschaft – vallon de l'Eckerbach                           | 48° 57′ 43″ N, 7° 27′ 50″ E |
| Col du Schlangenthal         | Moselle                     | Leitzelthal - Untermuehlthal                              | 296           | Vallée du Falkensteinerbach - vallée de la Zinsel du Nord                 | 48° 57′ 42″ N, 7° 33′ 56″ E |
| Col de l’Ungerthal           | Bas-Rhin                    | Breitenwasen - Oberbronn                                  | 436           | Vallée du Falkensteinerbach – vallée de la Zinsel du Nord                 | 48° 57′ 15″ N, 7° 35′ 08″ E |
| Col du Holdereck             | Bas-Rhin                    | Leitzelthal - Zinswiller                                  | 408           | Vallée du Falkensteinerbach – vallée de la Zinsel du Nord                 | 48° 57′ 11″ N, 7° 34′ 37″ E |
| Col de Steige                | Moselle Bas-Rhin            | Muehlthal - Offwiller                                     | 335           | Vallée de la Zinsel du Nord – vallée du Rothbach                          | 48° 56′ 28″ N, 7° 31′ 43″ E |
| Col du Pfaffeneck            | Bas-Rhin                    | Wimmenau - La Petite-Pierre                               | 317           | Vallée de la Moder – Vallée du Imsthal                                    | 48° 53′ 06″ N, 7° 21′ 05″ E |
| Col de la Schleif            | Moselle Bas-Rhin            | Dabo - Hengst                                             | 689           | Vallée du Grossthal – Vallée de la Mossig                                 | 48° 38′ 01″ N, 7° 15′ 35″ E |
| Col du Salzleckkopf          | Moselle                     | Koeppenthal - Ententhal                                   | 441           | Vallée de la Zorn blanche – vallée dite Muhlthal                          | 48° 38′ 50″ N, 7° 12′ 54″ E |
| Col du Hohwalsch             | Moselle                     | Walscheid - Schaeferhof                                   | 486           | Vallée de la Bièvre – Vallée de la Zorn                                   | 48° 37′ 40″ N, 7° 10′ 36″ E |
| Col du Brechpunkt            | Moselle                     | Grand-Soldat - Schaeferhof                                | 540           | Vallée de Wellerst – Vallée de la Zorn                                    | 48° 36′ 19″ N, 7° 11′ 09″ E |
| Col du Sandplatz             | Moselle Bas-Rhin            | Windsbourg - Hengst                                       | 794           | Vallée de La Mossig – Le Hengst                                           | 48° 36′ 11″ N, 7° 15′ 17″ E |
| Col de Lendenstein           | Moselle                     | Saint-Quirin – Tête du Calice (603)                       | 476           | Vallée de la Sarre blanche – Vallée de la Sarre rouge                     | 48° 36′ 06″ N, 7° 06′ 27″ E |
| Col du Roule-Bacon           | Bas-Rhin                    | Cirey-sur-Vezouze – Donon                                 | 699           | Vallée du Saussenrupt – Basse de Réquival                                 | 48° 31′ 44″ N, 7° 06′ 08″ E |
| Col de la Charaille          | Bas-Rhin                    | Col de Roulé-Bacon – Raon-sur-Plaine                      | 703           | Basse de Réquival – vallée de la Plaine                                   | 48° 31′ 11″ N, 7° 04′ 08″ E |
| Col du Sapin de Marie-Louise | Meurthe-et-Moselle          | Tête des Venteux (540) – col de la Sablière               | 472           | Vallée du Val – La Basse Mauvais                                          | 48° 31′ 08″ N, 7° 00′ 06″ E |
| Col d’Entre-les-Deux-Donons  | Bas-Rhin                    | Raon-sur-Plaine - Grandfontaine                           | 798           | Vallée de la Plaine – Vallée du Framont                                   | 48° 31′ 05″ N, 7° 10′ 04″ E |
| Col de la Sablière           | Meurthe-et-Moselle          | Col du Sapin de Marie-Louise - Tête du haut-Fromage (651) | 509           | Vallée de la Zinsel du Nord – Vallée du Rothbach                          | 48° 30′ 43″ N, 7° 00′ 22″ E |
| Col de la Borne              | Bas-Rhin Meurthe-et-Moselle | Val-et-Châtillon - Allarmont                              | 576           | Vallée du Val – Vallée du de la Plaine                                    | 48° 29′ 41″ N, 6° 59′ 59″ E |
| Col Wolfsgrube               | Bas-Rhin                    | Mollkirch - Saegmuehl                                     | 340           | Vallée de la Magel – Vallée de la Magel                                   | 48° 29′ 37″ N, 7° 21′ 25″ E |
| Col Pourrio                  | Bas-Rhin Vosges             | Col d’Asson – Raon-sur-Plaine                             | 718           | Vallée de la Plaine – Vallée des Goudiots                                 | 48° 29′ 30″ N, 7° 05′ 37″ E |
| Col d’Asson                  | Vosges                      | Luvigny – Col de Prayé                                    | 624           | Vallée de la Plaine – Vallée de la Bruche                                 | 48° 29′ 25″ N, 7° 04′ 21″ E |
| Col du Brechpunkt            | Bas-Rhin                    | Grendelbruch - Muckenbach                                 | 674           | Vallée de la Magel – Vallée du Schwarzbach                                | 48° 29′ 21″ N, 7° 18′ 22″ E |
| Col du Jaegertaennel         | Bas-Rhin                    | Vallée de la Magel - Vallée du Lauterbach                 | 778           | Vallée de la Magel – Vallée du Lauterbach                                 | 48° 28′ 11″ N, 7° 20′ 21″ E |
| Col du Heidenkopf            | Bas-Rhin                    | Klingenthal - Winterhalde                                 | 589           | Vallée de l’Ehn – Vallée du Waeldele                                      | 48° 28′ 10″ N, 7° 22′ 26″ E |
| Col de la Franzluhr          | Bas-Rhin                    | Grendelbruch - Natzwiller                                 | 823           | Vallée du Russ – Vallée de la Magel                                       | 48° 26′ 49″ N, 7° 17′ 40″ E |
| Col de la Perheux            | Bas-Rhin                    | Neuviller-la-Roche - Waldersbach                          | 699           | Vallée de la Bruche – Vallon de la Froide Goutte                          | 48° 25′ 42″ N, 7° 13′ 00″ E |
| Col Schaufelshald            | Bas-Rhin                    | Col du Litschhof – Kappelstein                            | 339           | Vallée du Dentelbach – Vallon du Engenthalbach                            | 48° 25′ 42″ N, 7° 13′ 00″ E |
| Col de Bellevue              | Bas-Rhin                    | Albé – Le Hohwald                                         | 748           | Vallée du Erlenbach – Vallée de l’Andlau                                  | 48° 22′ 60″ N, 7° 19′ 29″ E |
| Col de l’Ungersberg          | Bas-Rhin                    | Albé - Reichsfeld                                         | 675           | Val de Viller – Vallée du Schernetz                                       | 48° 22′ 20″ N, 7° 21′ 00″ E |
| Col du Blanc Noyer           | Bas-Rhin                    | Charbes - Steige                                          | 560           | La Grande Basse – Vallée du Giessen                                       | 48° 20′ 56″ N, 7° 13′ 52″ E |
| Col de la Crénée             | Vosges                      | Denipaire – La Pêcherie / Saint-Dié                       | 550           | Vallée du Hure– Vallée de la Meurthe                                      | 48° 19′ 35″ N, 6° 57′ 14″ E |
| Col de la Hingrie            | Bas-Rhin                    | Col de Raleine - Hingrie                                  | 749           | Vallée de la Fave – Vallée du Rombach                                     | 48° 18′ 29″ N, 7° 11′ 44″ E |
| Col du Bon Dieu              | Vosges                      | Saint-Jean-d'Ormont – col de la Crénée                    | 562           | Vallée de la Hure– Vallée de la Meurthe                                   | 48° 19′ 21″ N, 6° 57′ 55″ E |
| Col du Petit-Haut            | Bas-Rhin                    | Nangigoutte - Petit-Haut                                  | 612           | Vallée de la Nangigoutte – Le Petit-Haut                                  | 48° 18′ 02″ N, 7° 16′ 38″ E |
| Col de Raleine               | Vosges                      | Lusse - Col de la Hingrie                                 | 806           | Vallée de la Fave – Vallée du Rombach                                     | 48° 17′ 53″ N, 7° 10′ 22″ E |
| Col de Noirmont              | Vosges                      | Les Rouges-Eaux - Taintrux                                | 537           | Vallée de la Mortagne – Vallée du Taintroué                               | 48° 13′ 39″ N, 6° 52′ 16″ E |
| Col Trapin des Saules        | Vosges                      | Vallon de la Mortagne - vallée du Neuné                   | 649           | Vallée de la Mortagne – vallée du Neuné                                   | 48° 12′ 39″ N, 6° 51′ 27″ E |
| Col de la Croisette          | Vosges                      | Vallon de la Mortagne - vallée du Neuné                   | 623           | Vallée de la Mortagne – vallée du Neuné                                   | 48° 13′ 22″ N, 6° 50′ 01″ E |
| Col des Huttes               | Vosges                      | Vallon de la Mortagne - vallée du Neuné                   | 644           | Vallée de la Mortagne – vallée du Neuné                                   | 48° 12′ 51″ N, 6° 50′ 56″ E |
| Col des Journaux             | Vosges                      | Fraize - La Croix-aux-Mines                               | 761           | Vallée de la Meurthe – Vallée de la Morte                                 | 48° 11′ 53″ N, 7° 01′ 54″ E |
| Col de la Gueule du Loup     | Vosges                      | Vienville - La Houssière                                  | 630           | Vallée du B’Heumey – Vallée du Neuné                                      | 48° 11′ 02″ N, 6° 49′ 49″ E |
| Col de Châmont               | Bas-Rhin                    | Lapoutroie – Fréland                                      | 680           | Vallée de la Béhine – Vallée de la Weiss                                  | 48° 10′ 14″ N, 7° 10′ 00″ E |
| Col du Reposoir              | Vosges                      | Clefcy – Les Fougères                                     | 746           | Vallée de la Petite-Meurthe – Vallée de la Meurthe                        | 48° 09′ 21″ N, 6° 59′ 34″ E |
| Col de la Borne de Saint-Dié | Vosges                      | Le Vic – Habeaurupt                                       | 859           | Vallée de la Petite-Meurthe – Vallée de la Meurthe                        | 48° 08′ 39″ N, 7° 00′ 13″ E |
| Col d’Osseux                 | Vosges                      | Gerbépal – Petite-Meurthe                                 | 829           | Vallée de la Moline – Vallée de la Petite-Meurthe                         | 48° 08′ 37″ N, 6° 57′ 29″ E |
| Col de Bermont               | Bas-Rhin                    | Remomont – La Goutte                                      | 649           | Vallée du Surcenord – Vallée de la Béhine                                 | 48° 08′ 13″ N, 7° 08′ 59″ E |
| Col du Herrenwassen          | Haut-Rhin                   | Kaysersberg - Labaroche                                   | 708           | Vallée du Weissbach – Vallée du Walbach                                   | 48° 07′ 53″ N, 7° 13′ 03″ E |
| Col du Sifflet               | Vosges                      | Fond de Xéfosse - Le Grand Valtin                         | 1079          | Vallée du Seucey – Vallée de la Petite Meurthe                            | 48° 06′ 26″ N, 7° 00′ 36″ E |
| Col du Port des Planches     | Vosges                      | Vallée Petite-Meurthe - Vallon Belbriette                 | 901           | Vallée de la Meurthe – vallée de la Vologne                               | 48° 05′ 33″ N, 6° 58′ 32″ E |
| Col de la Brande             | Vosges                      | Xonrupt-Longemer - Chaume Balveurche                      | 1035          | Vallée de la Vologne – Col des Harengs Marinés                            | 48° 04′ 24″ N, 6° 58′ 20″ E |
| Col des Harengs Marinés      | Vosges                      | Xonrupt-Longemer - Chaume Balveurche                      | 1089          | Col de la Brande – Chaume de Balveurche                                   | 48° 04′ 16″ N, 6° 58′ 19″ E |
| Col de Malakoff              | Vosges                      | Xonrupt-Longemer - Chaume Balveurche                      | 1072          | Vallée de la Belbriette – Chaume Balveurche                               | 48° 04′ 14″ N, 6° 18′ 59″ E |
| Col du Singe                 | Vosges                      | La Forge - Vallon de la Borne Martin                      | 722           | Vallée de la Cleurie – vallon de la Bonne Martin                          | 48° 04′ 05″ N, 6° 40′ 46″ E |
| Col de Thiaville             | Vosges                      | Belle-Hutte - Le Haut Chitelet                            | 1113          | Vallée de la Moselotte – Le Haut-Chitelet                                 | 48° 02′ 35″ N, 6° 59′ 59″ E |
| Col de Cheneau               | Vosges                      | Dommartin-lès-Remiremont – Vagney                         | 622           | Vallée de la Moselle – Vallée de la Moselotte                             | 48° 00′ 01″ N, 6° 39′ 50″ E |
| Col de Menufosse             | Vosges                      | Presle – Rochesson                                        | 969           | Vallée du Rupt – Vallée du Bouchot                                        | 47° 59′ 51″ N, 6° 48′ 25″ E |
| Collet Mansuy                | Vosges                      | Collet de Rouge Moussé – col de Brabant                   | 1057          | Goutte du Corbeau – Vallée de la Moselotte                                | 47° 59′ 45″ N, 6° 53′ 56″ E |
| Col du Haut de Fouchure      | Vosges                      | Basse-sur-le-Rupt (Planois) – Lejole                      | 920           | Vallée du Rupt – Vallée du Bouchot                                        | 47° 59′ 40″ N, 6° 46′ 20″ E |
| Col de Pourri Faing          | Vosges Haut-Rhin            | Col de la Vierge – Col du Bockloch                        | 1089          | Vallée du Chajoux – crêtes                                                | 47° 59′ 36″ N, 6° 56′ 49″ E |
| Col de la Vierge             | Vosges                      | Col de Bramont – col de Pourri Faing                      | 1037          | Goutte de la Grande Basse – Vallée de la Moselotte                        | 47° 59′ 25″ N, 6° 55′ 37″ E |
| Collet Rouge Moussé          | Vosges                      | Col de la Vierge – Collet Mansuy                          | 1070          | Goutte de la Vierge – Goutte du Grand Clos                                | 47° 59′ 01″ N, 6° 54′ 29″ E |
| Col des Hayes                | Vosges                      | Saulxures-sur-Moselotte – Basse-sur-le-Rupt               | 887           | Vallée de la Moselotte – Vallée du Rupt                                   | 47° 58′ 58″ N, 6° 47′ 55″ E |
| Col du Lansau                | Vosges                      | Col de Lauvy – Le Raindé                                  | 920           | Vallée du Rupt de Bâmont – Vallée de la Moselotte                         | 47° 58′ 51″ N, 6° 48′ 39″ E |
| Col de Boenlesgrab           | Haut-Rhin                   | Lautenbach - Wasserbourg                                  | 865           | Vallée de la Lauch – Vallée du Dorsbach                                   | 47° 58′ 35″ N, 7° 08′ 53″ E |
| Col de la Burotte            | Vosges                      | Saulxures-sur-Moselotte – Basse-sur-le-Rupt (Planois)     | 790           | Vallée de la Moselotte – Vallée du Rupt                                   | 47° 58′ 35″ N, 6° 45′ 21″ E |
| Col du Bockloch              | Vosges Haut-Rhin            | Col de la Vierge – Le Bocklochkopf                        | 1011          | Vallée de la Moselotte – crêtes                                           | 47° 58′ 30″ N, 6° 56′ 04″ E |
| Col de Lauvy                 | Vosges                      | Col des Hayes – Cornimont                                 | 892           | Col des Hayes – Vallée de la Moselotte                                    | 47° 58′ 17″ N, 6° 48′ 29″ E |
| Col du Lansau                | Vosges Haut-Rhin            | Col de Lauvy – Le Raindé                                  | 920           | Vallée du Rupt de Bâmont – Vallée de la Moselotte                         | 47° 58′ 51″ N, 6° 48′ 39″ E |
| Col de Xiard                 | Vosges                      | Vecoux – Thiéfosse                                        | 766           | Vallée de la Moselle – Vallée de la Moselotte                             | 47° 57′ 56″ N, 6° 42′ 17″ E |
| Col des Echarges             | Vosges                      | Col de la Place du Bois – Chaume du Grand Ventron         | 1037          | Vallée du Rupt du Moulin – Vallée du Ventron                              | 47° 57′ 20″ N, 6° 54′ 05″ E |
| Col de la Place des Bois     | Vosges                      | Le Mur des Granges – Le Gros Pré                          | 1057          | Vallée de la Moselotte – Vallée du Ventron                                | 47° 57′ 18″ N, 6° 53′ 46″ E |
| Col de Lauchen               | Haut-Rhin                   | Col de Oberlauchen – Lauterbach                           | 1195          | Crêtes – Vallée de la Lauch                                               | 47° 57′ 03″ N, 7° 03′ 37″ E |
| Col du Broché                | Vosges                      | Ferdrupt – Les Graviers                                   | 850           | Vallée de la Moselle – vallée de la Moselotte                             | 47° 56′ 25″ N, 6° 43′ 50″ E |
| Col du Rhamné                | Vosges                      | Ferdrupt – Saulxures-sur-Moselotte                        | 855           | Vallée de la Moselle – vallée de la Moselotte                             | 47° 56′ 13″ N, 6° 44′ 06″ E |
| Col de Morbieux              | Vosges                      | Ramonchamp – Saulxures-sur-Moselotte                      | 790           | Vallée de la Moselle – Vallée de la Moselotte                             | 47° 55′ 28″ N, 6° 45′ 42″ E |
| Col de la Sûre               | Vosges                      | Ferdrupt – Cols de Morbieux et Rhamné                     | 745           | Vallée de la Moselle – Vallée de la Moselotte                             | 47° 55′ 09″ N, 6° 43′ 44″ E |
| Col de Grumbach              | Haut-Rhin                   | Bitschwiller-lès-Thann – Kaltenbach                       | 580           | Vallée de la Thur – Vallée du Finsterbach                                 | 47° 49′ 37″ N, 7° 06′ 18″ E |

## Cols sur chemins carrossables et sentiers

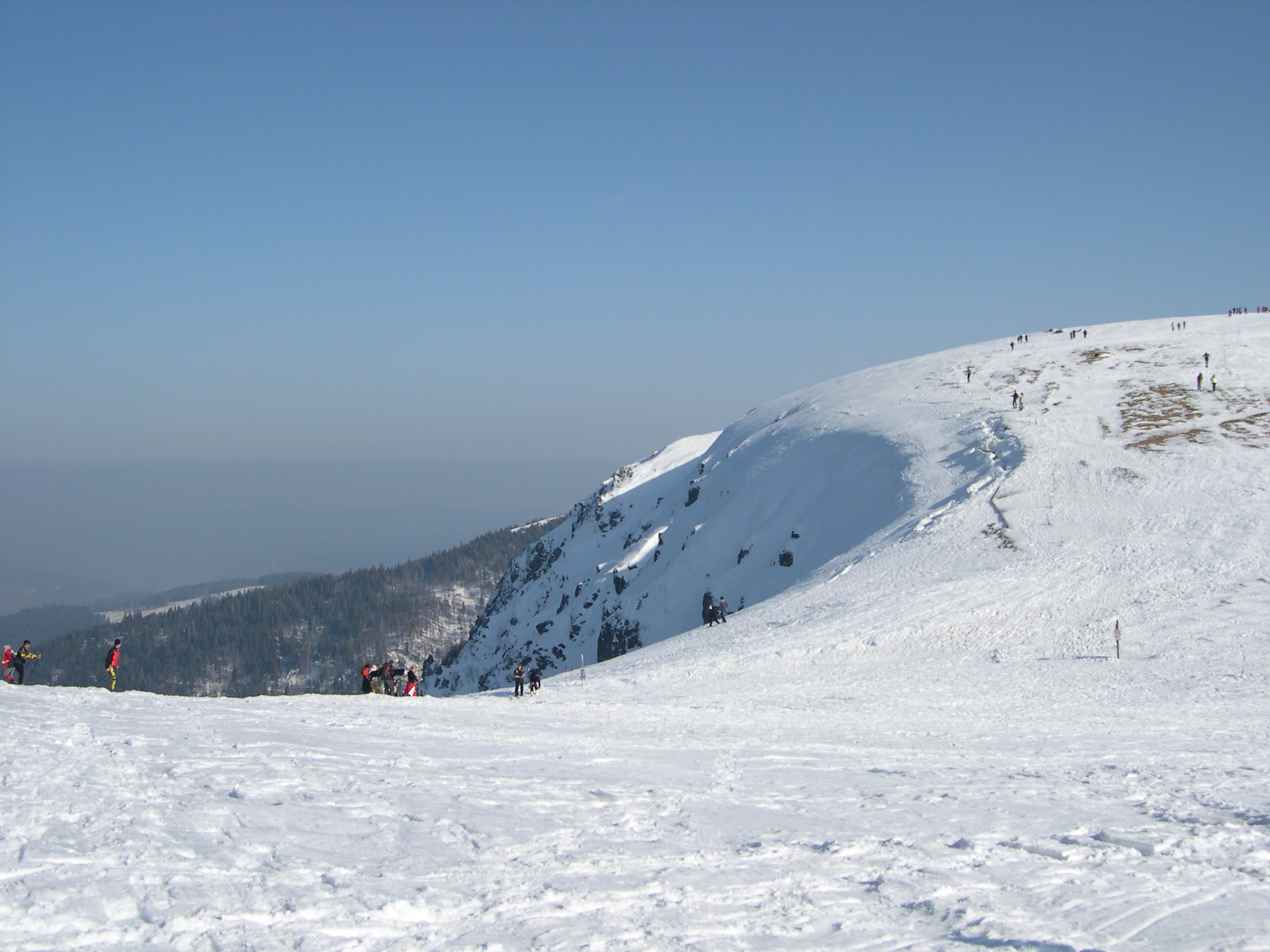
Le col de Falimont.

Le col le plus bas de cette liste est le col du Kachler en Moselle, à 295 mètres d'altitude. Le plus élevé des cols sur sentier est le col du Falimont dans les Vosges qui s'élève à 1 272 mètres.
| Nom                 | Département      | De - vers                                           | Altitude en m | Vallées ou sommets                                   | Coordonnées                 |
| ------------------- | ---------------- | --------------------------------------------------- | ------------- | ---------------------------------------------------- | --------------------------- |
| Col de la Rondelle  | Moselle          | Sturzelbronn - Erbsenthal                           | 365           | Vallée du Schnepfenbach – vallée du Rothenbach       | 49° 02′ 40″ N, 7° 34′ 14″ E |
| Col de Hirchtenbach | Bas-Rhin         | Schönau (D) - Niedersteinbach                       | 357           | Vallée du Steinbach – Allemagne                      | 49° 02′ 33″ N, 7° 43′ 49″ E |
| Col du Hohlmarstein | Bas-Rhin         | Niedersteinbach - Wingen                            | 374           | Vallée du Steinbach – Vallée de la Sauer             | 49° 02′ 11″ N, 7° 47′ 04″ E |
| Col du Sandkopf     | Moselle          | Neuzinsel - La Petite Suisse                        | 345           | Vallée du Zinselbach – vallée du Waldeck             | 49° 01′ 43″ N, 7° 31′ 07″ E |
| Col du Wineck       | Bas-Rhin         | Obersteinbach - Wineckerthal                        | 343           | Vallée du Steinbach – Vallée du Schwarzbach          | 49° 01′ 25″ N, 7° 40′ 43″ E |
| Col de la Hohwart   | Bas-Rhin         | Niedersteinbach - Lembach                           | 389           | Vallée du Steinbach – Vallée de la Sauer             |                             |
| Col du Kachler      | Moselle          | Waldeck - Lieschbach                                | 295           | Vallée du Waldeck – vallon du Lieschbach             | 49° 00′ 37″ N, 7° 33′ 02″ E |
| Col de Guensthal    | Bas-Rhin         | Dambach - Langensoultzbach                          | 402           | Vallée du Schwarzbach – vallée du Soultzbach         |                             |
| Col de Borneberg    | Bas-Rhin         | Dambach - Niederbronn-les-Bains                     | 461           | Vallée du Schwarzbach – vallon du Durschbach         | 48° 59′ 10″ N, 7° 37′ 55″ E |
| Col du Wolfenthal   | Bas-Rhin         | Wineckerthal - Niederbronn-les-Bains                | 466           | Vallée du Schwarzbach – vallon du Daeterbach         | 48° 58′ 54″ N, 7° 38′ 41″ E |
| Col du Baerenberg   | Bas-Rhin         | Obermuehlthal - Ebersthal                           | 369           | Vallon du Winkelbach – vallée du Rothbach            | 48° 56′ 24″ N, 7° 31′ 08″ E |
| Col de Wildberg     | Bas-Rhin         | Vallée du Moosbach – Oberhaslach                    | 637           | Vallée du Moosbach – Vallon du Grand Baechel         | 48° 33′ 24″ N, 7° 16′ 01″ E |
| Col du Haut-Narion  | Moselle Bas-Rhin | Le Noll (990) - Lutzelhouse                         | 940           | Grossmann (986) – Vallée de la Bruche                | 48° 32′ 54″ N, 7° 13′ 44″ E |
| Col du Hauenthal    | Moselle          | Vallée de la Zorn jaune – Vallée de la Zorn blanche | 570           | Vallée de la Zorn jaune – Vallée de la Zorn blanche  | 48° 37′ 30″ N, 7° 12′ 57″ E |
| Col du Hoellenwasen | Bas-Rhin         | Hengst (899) – Schneeberg (960)                     | 916           | Vallon du Schnokenloch – Vallée de la Mossig         | 48° 35′ 23″ N, 7° 15′ 51″ E |
| Col du Melkplatz    | Moselle          | Vallon du Dunkelbach – Vallée de la Zorn jaune      | 730           | Vallée du Dunkelbach – Vallée de la Zorn jaune       | 48° 34′ 55″ N, 7° 12′ 19″ E |
| Col de la Sayotte   | Moselle          | Vallée de la Sayotte – Vallée de la Zorn jaune      | 742           | Vallée de la Zinsel du Nord – Vallée du Rothbach     | 48° 34′ 44″ N, 7° 11′ 59″ E |
| Col de la Weltzlach | Moselle          | Dabo - Windsbourg                                   | 732           | Vallée Breithardthal – Vallée de la Mossig           | 48° 37′ 02″ N, 7° 15′ 25″ E |
| Col du Feuerstein   | Moselle          | Col de l’Eichtal – Vallon du Schnokenloch           | 631           | Vallée de la Zorn – Vallée de la Zorn blanche        | 48° 36′ 47″ N, 7° 12′ 57″ E |
| Col de l’Eichtal    | Moselle          | Vallée de la Zorn – Col du Feuerstein               | 635           | Vallée de la Zorn – Vallée du Staufthal              | 48° 36′ 36″ N, 7° 12′ 36″ E |
| Col du Peugstein    | Moselle          | Grand-Soldat - Col du Brechpunkt                    | 522           | Vallée du Grand-Soldat – Col du Brechpunkt           | 48° 36′ 31″ N, 7° 10′ 58″ E |
| Col d’Asson         | Vosges           | Basse de la Maix – Luvigny                          | 623           | Vallon de la Maix – Vallée de la Plaine              | 48° 29′ 03″ N, 7° 03′ 44″ E |
| Col du Teufelsloch  | Bas-Rhin         | Petit-Rosskopf – Steinbach                          | 713           | Vallée de Russ – Vallée du Steinbach                 | 48° 28′ 12″ N, 7° 15′ 52″ E |
| Col du Chariot      | Vosges           | Entre différentes roches de l’Ormont                | 888           | Vallée du Rupt de Bâmont – Vallée de la Moselotte    | 48° 18′ 53″ N, 7° 00′ 25″ E |
| Col de la Vierge    | Vosges           | Prey – Herpelmont                                   | 587           | Vallée de la Vologne – Vallée de la Vologne          | 48° 10′ 06″ N, 6° 43′ 34″ E |
| Col de Malenru      | Vosges           | Lépanges-sur-Vologne – Houx                         | 587           | Vallée de la Vologne – Vallée du Barba               | 48° 09′ 09″ N, 6° 41′ 40″ E |
| Collet de la Mine   | Vosges           | Lac de Longemer – Lac de Lispach                    | 931           | Vallée de la Vologne – Vallée du Chajoux             | 48° 03′ 25″ N, 6° 56′ 38″ E |
| Col de l’Arnelle    | Vosges           | Belmont-sur-Buttant – Les Poulières                 | 624           | Vallée du Buttant – Vallée du Neuné                  | 47° 59′ 20″ N, 6° 45′ 05″ E |
| Col de Falimont     | Vosges Haut-Rhin | Haut de Falimont (1306) – Hohneck (1363)            | 1270          | Vallon du Châtelet – Vallon du Schluchtrunz          | 47° 58′ 51″ N, 6° 48′ 39″ E |
| Col de l’Étang      | Vosges           | Col de Bramont – Rainkopf (1305)                    | 1018          | Crêtes – crêtes                                      | 48° 00′ 30″ N, 6° 58′ 05″ E |
| Collet Mansuy       | Vosges           | Goutte du Grand-Clos – La Bresse                    | 1057          | Vallée Goutte du Grand Clos – Vallée du Chajoux      | 47° 59′ 45″ N, 6° 53′ 56″ E |
| Col du Herrenberg   | Haut-Rhin        | Wildentstein – Mittlach                             | 1191          | Vallée de la Thur – Basse (vallon) du Wiedenbachrunz | 47° 59′ 13″ N, 6° 59′ 10″ E |
| Col du Lansau       | Vosges           | Col de Lauvy – Le Raindé                            | 920           | Vallée du Rupt de Bâmont – Vallée de la Moselotte    | 47° 58′ 51″ N, 6° 48′ 39″ E |
| Col de Oberlauchen  | Haut-Rhin        | Col d'Hahnenbrunnen – Col de Lauchen                | 1211          | Lac de la Lauch – Vallée du Sondernach               | 47° 56′ 58″ N, 7° 02′ 46″ E |
| Col de la Tchoure   | Vosges           | Baraques des Places – Chaume des Vintergés          | 1076          | Vallée du Ventron – Vallon des Vintergés             | 47° 56′ 24″ N, 6° 54′ 46″ E |
| Col des Allemands   | Vosges Haut-Rhin | Taye - Urbès                                        | 915           | Vallée de la Moselle – Vallée du Seebach             | 47° 52′ 42″ N, 6° 54′ 15″ E |
| Col des Perches     | Haut-Rhin        | Tête des Perches (1222) – Rimbachkopf (1195)        | 1071          | Crêtes – crêtes                                      | 47° 51′ 21″ N, 6° 53′ 03″ E |
| Col de Ronde Tête   | Vosges           | Ballon d’Alsace (1247) – Ronde Tête (1117)          | 1091          | Crêtes – Val d’Isembach                              | 47° 49′ 14″ N, 6° 51′ 13″ E |